# 엘렉트라 (마블 코믹스)
엘렉트라(Elektra, 본명: 엘렉트라 나치오스, Elektra Natchios)는 일반적으로 그녀의 이름인 엘렉트라라고 불리는 마블 코믹스에서 출간한 만화책에 등장하는 공상 캐릭터이다.
엘렉트라는 그리스계의 여성 닌자암살자인 쿠노이치이다. 그녀는 그녀의 트레이드마크 무기인 한쌍의 사이를 휘두른다. 프랭크 밀러가 창작해냈으며, 1981년 1월 데어데블 #168에서 처음으로 등장하였다. 그녀는 슈퍼히어로 데어데블과 연인이지만, 그녀의 타고난 폭력성과 용병의 삶으로 인해 헤어지게 되었다. 그녀는 프랭크 밀러가 가장 사랑하는 창작물중의 하나이며, 그 이후에 그녀를 다룰 다음 작가가 프랭크 밀러의 허락이 없이 그녀를 살려내지 않기로 본래 한 약속으로 인하여 논란에 휩싸이기도 하였다. 또한 그녀는 엑스맨의 울버린의 서포팅 캐릭터로 등장한바가 있고 다른 시리즈와 단편 시리즈 게다가 영화에서도 등장하였다.
2003년 영화 데어데블과 2005년에 개봉한 스핀오프격인 엘렉트라에서 제니퍼 가너가 엘렉트라 역을 연기하였다. 엘렉트라는 코믹스 바이어스 가이드가 선정한 코믹스속 가장 섹시한 여성중에서 22위에 올랐다. 밀러는 처음에 캐릭터의 외형을 여성 보디빌더 리사 라이언을 기초로 하여 만들었다고 한다.

## 같이 보기
- 엘렉트라